# Uchu Keiji Gavan
Uchu Keiji Gavan (宇宙刑事ギャバン, Uchū Keiji Gyaban, vertaald als Space Sheriff Gavan) is een Japanse tokusatsu-serie gemaakt door Toei Company. De serie was de eerste van Toei’s Metal Heroes series, en de eerste in de Space Sheriff trilogie.
De serie werd uitgezonden op TV Asahi van 5 maart 1982 t/m 27 februari 1983. In totaal bestond de serie uit 44 afleveringen.

## Verhaal
De aarde wordt aangevallen door het Makuu Empire (wat letterlijk "demon space" betekent), geleid door Don Horror, die al eerder een ruimtekolonie vlak bij de Aarde heeft verwoest. Don Horror is uit op dominantie over het hele universum. De aarde vormt voor hem een obstakel dat hij moet overwinnen. Om te beginnen stuurt Don Horror een aantal ruimteschepen naar de Aarde om paniek te zaaien.
Om de Aarde te helpen komt Space Sheriff Gavan van de Galactic Union Patrol naar de aarde. Hij is net als de andere Space Sheriffs getraind op de Bird Planet. De reden dat hij aan de Aarde wordt toegewezen is omdat dit de thuisplaneet van zijn moeder, Tamiko Ichijouji, is. Gavan wordt in zijn strijd geholpen door Mimi, de dochter van Commandant Qom.
Tijdens zijn verblijf op Aarde doet hij zich voor Retsu Ichijouji, en neemt een baan bij een jongerencentrum.

## Personages

### Protagonisten
- Retsu Ichijouji (Ichijōji Retsu) / Gavan: de zoon van Tamiko Ichijouji (Ichijōji Tamiko) en Voicer, de vorige Space Sheriff van de Aarde. Op aarde werkt hij incognito bij een jeugdcentrum. Voor zijn gevechten met de Makuu beschikt hij over een metalen pak en verschillende wapens. Daarnaast is hij een ervaren atleet.
- Mimi (1-31; 42-44): de dochter van Commandant Qom en Gavan’s assistent. Ze kan zelf veranderen in een vogel en zo voor Gavan de Makuu bespioneren. Ze heeft een oogje op Gavan en steunt hem dan ook in elke situatie. In aflevering 31 keerde ze terug naar haar thuisplaneet om haar moeder te helpen, maar ze keerde weer terug voor het laatste gevecht.
- Commandant Com: de commandant van de Galactic Union Patrol en daarmee Gavan’s baas. Hij is tevens de vader van Mimi. Hij voorziet Gavan vanaf het hoofdkwartier op de Bird Planet van de nodige informatie over de Makuu.
- Marin: de assistente van Commandant Qom. Later werd ze Gavan’s tweede assistent.
- Voicer: een voormalige space sherriff die ook de Aarde moest verdedigen, maar werd verraden door zijn collega Hunter Killer en gevangen door de Makuu. Hij is tevens Gavans vader. Later in de serie werd hij door Gavan gered, maar stierf kort daarna.
- Den Iga(Iga Den)/Sharivan (42; 44): een space sheriff in opleiding die in de finale met Gavan meevecht. Hij zal uiteindelijk Space Sheriff Sharivan worden en Gavan opvolgen in de volgende serie.
- Tsukiko Hoshino: de adoptiezus van Gavan, die werd opgevoed door Voicer toen haar ouders werden gedood door Hunter Killer.
- Kojiro Oyama: een fotograaf die geobsedeerd is door UFO’s. Hij heeft zelfs een machine gebouwd om ze te detecteren. Zijn loopt geregeld Gavan tegen het lijf in zijn zoektocht naar UFO’s.

### Space Crime Organization Makuu
- Don Horror: de leider van de Makuu. Hij is ervan overtuigd dat de Aarde een obstakel voor hem vormt bij zijn plannen het universum te veroveren. Hij verblijf tin het Makuu kasteel en is het grootste gedeelte van de serie niet in staat te lopen. Hij werd gedood door Gavan in een laatste duel.
- Hunter Killer (1-30; 42): een voormalige Space Sheriff en partner van Voicer. Hij verraadde Voicer en sloot zich aan bij de Makuu. Hij is nu Don Horror’s rechterhand. Hij werd uiteindelijk door Don Horror aan de kant gezet en vervangen door San Dolva. In een poging vergeving te krijgen voor zijn verraad hielp hij Gavan zijn vader te vinden. Kort daarop stierf hij.
- San Dolva (30-44): Don Horror’s tweede rechterhand. Hij is de zoon van Don Horror en Kiba, en draagt een donkerrood harnas. Hij werd uiteindelijk gedood door Gavan.
- Kiba (30-44): een zeer oude heks. Ze is de vrouw van Don Horror en moeder van San Dolva. Zij komt met de meest duivelse plannen om Gavan uit de weg te ruimen.
- BEM Kaij (1-13): de normale monsters van de Makuu die altijd de Double Man vergezellen.
- Double Man (1-13): de Makuu generaals die ook een menselijke vorm kunnen aannemen.
- Double Monsters/Doublers (13-42): de gecombineerde vorm van een Double Man en een BEM Kaiju.
- Crushers: de soldaten van Makuu.
- Horror Girl: Don Horror's secretaresse.

## Voertuigen
- Dolgiran: Gavan’s ruimteschip. Bestaat uit een gewapende vliegende schotel en een tweede gedeelte dat in een draak kan veranderen. Dient als hoofdkwartier van Gavan en Mimi
- Cyberian: Gavan’s persoonlijke voertuig waarmee hij de Makuu ruimte kan binnen gaan. Hij gebruikt deze geregeld bij zijn gevechten op Aarde.
- Gyabion: Gavan’s persoonlijke tank. Gyabion is gezien zijn vuurkracht een effectief wapen.
- Dol: een mechanische draak die transformeert uit het tweede gedeelte van de Dolgiran. Gavan gebruikt hem vooral tegen Makuu ruimteschepen.

## Afleveringen
1. "The Strange Fortress Beneath Tokyo" (東京地底の怪要塞 Tōkyō Chitei no Kai Yōsai)
2. "The Stolen Japanese Islands" (盗まれた日本列島 Nusumareta Nihon Rettō)
3. "It's Major! Stop Dr. Kuroboshi's BEM Project" (大変だ! 黒星博士のベム計画を阻止せよ Taihen da! Kuroboshi-Hakase no Bemu Keikaku o Soshi Seyo)
4. "The Majin Helmet That Calls Death" (死を呼ぶ魔人兜 Shi o Yobu Majin Kabuto)
5. "Mimi Cries; The Deadly Poison Cobra Bullet Hits Retsu" (ミミーは泣く 猛毒コブラ弾が烈に命中 Mimī wa Naku Mōdoku Kobura Tama ga Retsu ni Meichū)
6. "The Geniuses of the Makuu School" (魔空塾の天才たち Makū no Tensai-tachi)
7. "A Monster Hides, a Girl Kissed a Petal" (怪物がひそむ花びらに少女は口づけした Kaibutsu ga Hisomu Hanabira ni Shōjo wa Kuchidzuke Shita)
8. "Justice or Devil? The Silver-Masked Great Hero" (正義か悪魔か? 銀マスク大ヒーロー Seigi ka Akuma ka? Gin Masuku Dai Hīrō)
9. "The Beautiful Puppet Spy" (美しい人形スパイ Utsukushii Ningyō Supai)
10. "Crush the Human Crusher Corps!" (人間クラッシャー部隊を撃破せよ! Ningen Kurasshā Butai o Gekiha Seyo!)
11. "Is Father Alive? The Mysterious SOS Signal" (父は生きているのか? 謎のSOS信号 Chichi wa Ikite Iru no ka? Nazo no Esu Ō Esu Shingō)
12. "Express to the Theme Park! UFO Boys' Big Pinch" (遊園地へ急行せよ! UFO少年大ピンチ Yūenchi e Kyūkō Seyo! Yūfō Shōnen Dai Pinchi)
13. "Danger, Retsu! The Great Reversal" (危うし烈! 大逆転 Ayaushi Retsu! Dai Gyakuten)
14. "A Parting of Love And Sadness, The Final Blow" (愛と悲しみの別れ とどめの一撃!! Ai to Kanashimi no Wakare Todome no Ichigeki!!)
15. "Illusion? Shadow? Makuu City" (幻? 影? 魔空都市 Maboroshi? Kage? Makū Toshi)
16. "My First Love is a Jewel's Radiance; Goodbye, Galaxy Express" (初恋は宝石の輝き さようなら銀河特急 Hatsukoi wa Hōseki no Kagayaki Sayōnara Ginga Tokkyū)
17. "The Running Time Bomb! The Assassin Who Rode a Police Bike" (走る時限爆弾! 白バイに乗った暗殺者 Hashiru Jigen Bakudan! Shirobai ni Notta Ansatsusha)
18. "Princess Contest, Nonsense Ryuuguu Castle" (乙姫様コンテスト ハチャメチャ竜宮城 Otohime Kontesuto Hachamecha Ryūgūjō)
19. "Jouchaku at 6:00 AM! Z Beam Charge Complete" (午前6時蒸着! Zビームチャージ完了 Gozen Rokuji Jōchaku! Zetto Bīmu Chāji Kanryō)
20. "The Mysterious? Emergency Hospital! Humanity's Great Collapse Approaches" (なぞ? の救急病院! 人類の大滅亡が迫る Nazo? No Kyūkyū Byōin! Jinrui no Dai Metsubō ga Semaru)
21. "The Dancing, Prickly Great Pinch: Operation Honey!!" (踊ってチクリ大ピンチ ハニー作戦よ! Odotte Chikuri Dai Pinchi Hanī Sakusen yo!)
22. "Golden Mask and Younger Sister: The Yacht Running Toward the Sun" (黄金仮面と妹 太陽に向って走るヨット Ōgon Kamen to Imōto Taiyō ni Mukatte Hashiru Yotto)
23. "The Beauty's Cries That Cut Trough the Night! The Phantom Coach in the Fog" (闇を裂く美女の悲鳴! 霧の中の幽霊馬車 Yami o Saku Bijo no Himei! Kiri no Naka no Yūrei Basha)
24. "Mimi's Nightmare!? The Howling, Cut-Up Demonbeast" (ミミーの悪夢か!? 吠える切り裂き魔獣 Mimī no Akumu ka!? Hoeru Kirisaki Majū)
25. "The Suspiciously Flickering Underwater Flower; Wakaba in Danger" (怪しくゆらめく水中花 わかばが危ない Ayashiku Yurameku Suichūka Wakaba ga Abunai)
26. "I Saw The Doll! The True Identity of the Poison Gas Killer Corps" (人形は見た!! 毒ガス殺人部隊の正体 Ningyō wa Mita!! Dokugasu Satsujin Butai no Shōtai)
27. "The Teachers are Weird! A School Full of Weirdness" (先生たちが変だ! 学校は怪奇がいっぱい Sensei-tachi ga Hen da! Gakkō wa Kaiki ga Ippai)
28. "The Dark Sea of Space, Wandering Witch Monica" (暗黒の宇宙の海 さまよえる魔女モニカ Ankoku no Uchū no Umi Samayoeru Majo Monika)
29. "Blitzkrieg Magic Battle! A Program of Assassination" (電撃マジック合戦! 暗殺のプログラム Dengeki Majikku Kassen! Ansatsu no Puroguramu)
30. "Don Horror's Son Has Returned to Makuu Castle" (ドンホラーの息子が魔空城に帰って来た Don Horā no Musuko ga Makūjō ni Kaettekita)
31. "Listening to the Angel's Song, the Princess Who Became a Doll" (天使の歌が聞こえる 人形にされた王女 Tenshi no Uta ga Kikoeru Ningyō ni Sareta Ōjo)
32. "The Mysterious Underground Maze Target is WX1" (謎の地底迷路 ターゲットはWX-1 Nazo no Chitei Meiro Tāgetto wa Daburu Ekkusu Wan)
33. "A New Monster is Born: The Boy Who Picked up an Alien" (新怪物誕生 エイリアンを拾った少年 Shin Kaubutsu Tanjō Eirian o Hirotta Shōnen)
34. "Memories are Tears of Stars: a Fatherless Child, a Motherless Child" (思い出は星の涙 父のない子 母のない子 Omoide wa Hoshi no Namida Chichi no Nai Ko Haha no Nai Ko)
35. "The Young Lion of Makuu; San Doruba's Opposition" (マクーの若獅子 サンドルバの反抗 Makū no Waka Shishi San Doruba no Hankō)
36. "The Roadshow of Resentment; The Film Studio is Makuu Space" (恨みのロードショー 撮影所は魔空空間 Urami no Rōdoshō Satsueijo wa Makū Kūkan)
37. "The Funny Tomboy Princess' Earth Adventure Trip" (おてんばひょうきん姫の地球冒険旅行 Otenba Hyōkin Hime no Chikyū Bōken Ryokō)
38. "The Surrounded Transport Corps; the Righteous Sun Sword" (包囲された輸送部隊 正義の太陽剣 Hōi Sareta Yusō Butai Seigi no Taiyō Tsurugi)
39. "When I Returned From School, My House was a Makuu Base" (学校から帰ったらぼくの家はマクー基地 Gakkō Kara Kaettara Boku no Uchi wa Makū Kichi)
40. "The Decisive Battle of the Valley of Death; You're a Space Sheriff Too!" (死の谷の大決戦 君も宇宙刑事だ! Shi no Tani no Dai Kessen Kimi mo Uchū Keiji da!)
41. "Makuu City is a Battlefield of Men; The Red Hourglass of Life" (魔空都市は男の戦場 赤い生命の砂時計 Makū Toshi wa Otoko no Senjō Akai Seimei no Sunadokei)
42. "Retsu! Hurry! Dad!" (烈よ急げ! 父よ Retsu yo Isoge! Chichi yo)
43. "Reunion" (再会 Saikai)
44. "The Neck of Don Horror" (ドンホラーの首 Don Horā no Kubi)

## Cross-over met Super Sentai
Op 21 januari 2012 ging de film Kaizoku Sentai Gokaiger vs Gavan (Space Pirates vs. Space Sheriff) in première in Japan, welke een cross-over vormde met de Super Sentai-serie Kaizoku Sentai Gokaiger.

## Cast
- Retsu Ichijouji/Gavan: Kenji Ohba
- Mimi: Wakiko Kano
- Qom: Toshiaki Nishizawa
- Marin: Kyoko Nashiro
- Voicer: Sonny Chiba
- Tamiko Ichijouji: Tamie Kubata
- Kojiro Oyama Masayuki Suzuki
- Tsukiko Hoshino: Aiko Tachibana
- Makku: Morita Sakamoto
- Gosuke Fuji: Jun Tatara
- Shigeru Touyama: Shin'ichi Kaze
- Alan: Hiroshi Miyauchi
- Den Iga / Sharivan: Hiroshi Watari
- Don Horror: Shozo Iizuka(afleveringen 1~10):Takeshi Watabe(afleveringen 11~44)
- Hunter Killer: Michiro Iida
- San Doruba: Ken Nishida
- Kiba: Noboru Mitani
- Narrator: Issei Masamune

## Trivia
- Sonny Chiba en Kenji Ohba werkten ook samen in Kill Bill Volume 1.
- Deze serie diende als inspiratie voor Paul Verhoevens Robocop.